# Norwegian International 1964
Die Norwegian International 1964 fanden in Oslo statt. Es war die neunte Austragung dieser internationalen Titelkämpfe von Norwegen im Badminton.

## Finalergebnisse
| Disziplin    | Sieger                              | Finalist                                   | Ergebnis           |
| ------------ | ----------------------------------- | ------------------------------------------ | ------------------ |
| Herreneinzel | Kurt Johnsson                       | Bendt Rose                                 | 15–12, 14–18, 15–8 |
| Dameneinzel  | Pernille Mølgaard Hansen            | Eva Twedberg                               | 11–2, 3–11, 11–6   |
| Herrendoppel | Bengt-Åke Jönsson Willy Lund        | Olle Andersson Benny Wihlborg              | 15–4, 8–15, 18–15  |
| Damendoppel  | Eva Twedberg Gunilla Dahlström      | Pernille Mølgaard Hansen Liselotte Nielsen | 15–9, 15–5         |
| Mixed        | Bengt-Åke Jönsson Gunilla Dahlström | Bendt Rose Liselotte Nielsen               | 15–5, 11–15, 15–2  |

## Referenzen
- Annual Handbook of the International Badminton Federation, London, 28. Auflage 1970, S. 253–254.
- Ergebnisse auf badmintonmuseet.dk